# La Escondida (Chaco)
La Escondida ist eine Stadt im Departamento General Donovan  in der Provinz Chaco im nordöstlichen Argentinien. Die Stadt hatte 2001 etwa 3219 Einwohner.

## Geografie
La Escondida liegt 68 km nordöstlich von Resistencia. Die Umgebung gehört landschaftlich zur Ebene des Gran Chaco. Das Klima ist subtropisch, im Sommer ist es sehr heiß.

## Geschichte
Die neuzeitliche Besiedlung der Gegend hatte ihre Anfänge im ersten Jahrzehnt des zwanzigsten Jahrhunderts, als Carlos Nöettinger und Roberto und Emilio Lepetit beschlossen, sich in der damaligen Kolonie niederzulassen, um Viehzucht und Forstwirtschaft zu betreiben und sich der Tanningewinnung zu widmen. Die Errichtung ihrer Fabrik und die Entwicklung des Dorfes La Escondida fanden zeitgleich statt. Das Dorf wurde auf der Grundlage einer Gerbstofffabrik gegründet, die bei ihrer Gründung Wohnungen für ihre Arbeiter baute. Die Fabrik ist über eine 2 km lange meterspurige Werkbahn mit dem Bahnhof verbunden.
Sie ist eine der beiden Tanninfabriken, die heute noch in Chaco in Betrieb sind. In ihr werden heute auch synthetische Gerbstoffe, Ameisensäure, Phenol, Schwefelsäure und Natriumbisulfit hergestellt.
Die Stadt La Escondida wurde am 29. September 1927 gegründet. Sie hieß anfangs Desvío Kilómetro 917, aufgrund des Streckenkilometers der nahegelegenen Eisenbahnstrecke, bis sie 1934 offiziell den Namen der bekannten Lagune La Escondida erhielt. Sie wurde architektonisch als Gartenstadt konzipiert, die die neuen europäischen Ideen der damaligen Zeit über die Gestaltung und den Aufbau von Städten aufnahm. Der Bebauungsplan wurde aber erst 1951 genehmigt, als die Regierung die Errichtung von Straßen, Plätzen und öffentlichen Gebäuden genehmigte. Die Stadt hob sich strukturell und landschaftlich von den anderen Städten ab, die im Stil der industriellen Stadtplanung jener Zeit entworfen wurden, und bewahrt auch heute noch Aspekte wie die Bepflanzung der Straßen mit verschiedenen Baumarten. Die Tanninfabrik besaß und betrieb auch das Landgut Estancia San Carlos, das sowohl dem Heranziehen von Zugochsen für den Holztransport in den Wäldern als auch der Fleischproduktion zur Versorgung der Beschäftigten diente. Die Betreibergesellschaft ließ auf den abgerodeten Flächen in der Umgebung von La Escondida durch Ackerbaukolonisten unter anderem Tabak und Baumwolle anbauen und betrieb von 1936 bis 1968 eine Baumwollentkernungsanlage.

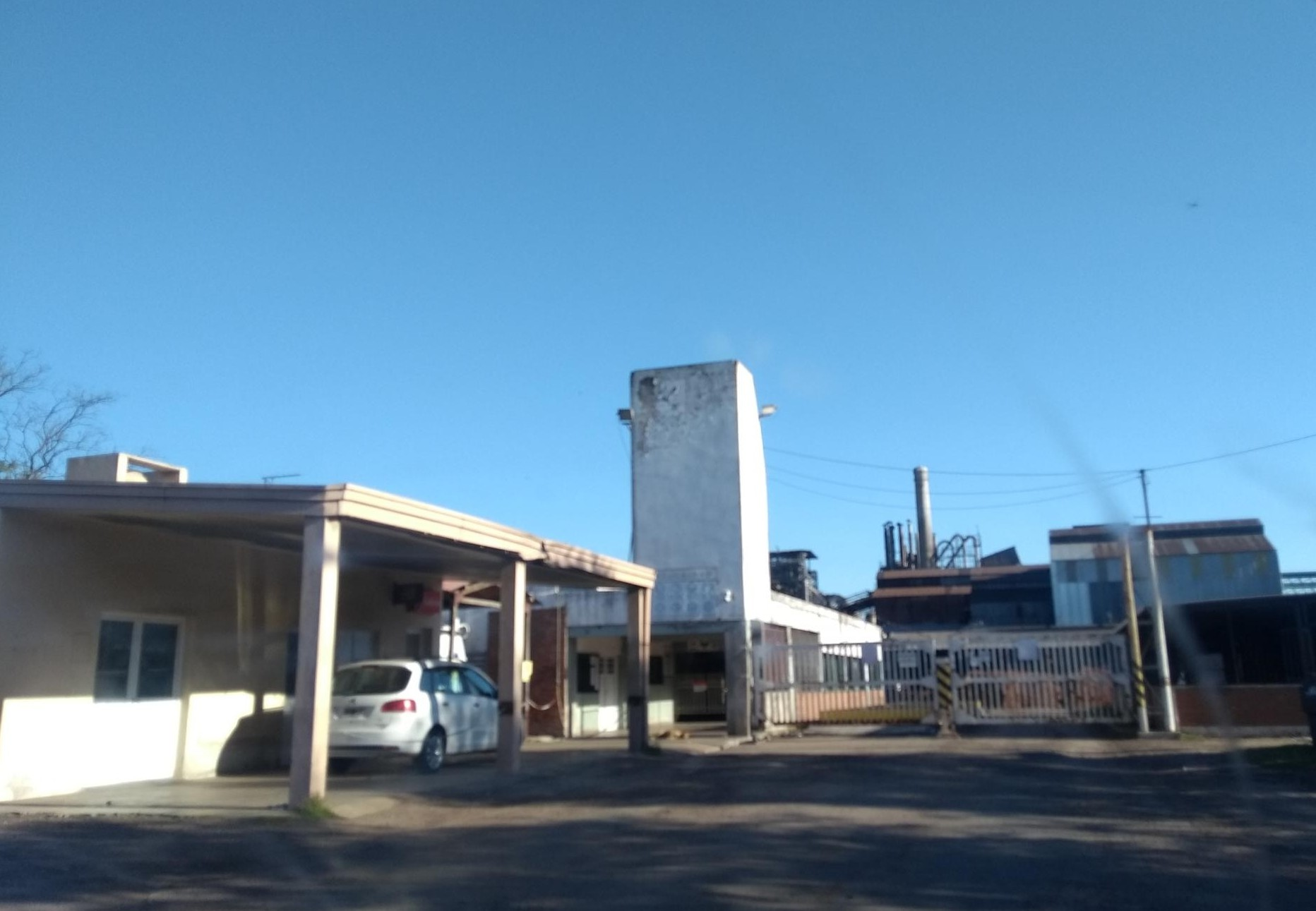
Tanninfabrik Indunor in La Escondida

Am 1. Juli 1968 fusionierten die Gerbereien La Chaqueña S. A. aus Villa Ángela mit Nöetinger Lepetit S.A. aus La Escondida, und das neue Unternehmen wurde in Indunor S.A. umbenannt. Diese Gesellschaft führte die industriellen und kommerziellen Aktivitäten dieser beiden Unternehmen fort. Diese Reaktivierung von Indunor, das 1914 als Nöetinger Lepetit S.A. gegründet wurde, veränderte die Stimmung und das Erscheinungsbild von La Escondida, so dass die Abwanderung in andere städtische Ballungsgebiete gestoppt und die Armutsindikatoren gesenkt wurden. Die Wiederbelebung der Tanninproduktion mobilisierte andere Sektoren, wie die Forstwirtschaft, und belebte die Stadt.
Getreu ihrer Tradition als agroindustrielle Stadt wuchs sie mit der Entwicklung der Tanninindustrie in der Provinz und beherbergt auch heute noch eine bedeutende und moderne Industrieanlage, die nach wie vor Quebracho-Extrakt mit modernster Technologie und eine ganze Reihe verschiedener Derivatprodukte herstellt, die sowohl national als auch international vermarktet werden.

## Sehenswürdigkeiten
An der Pforte der Tanninfabrik steht die kleine Dampflokomotive Don Roberto vom Typ La Porteña, die aus der Zeit der Stadtgründung, als die erste Tanninproduktion begann, stammt und mehrere Jahrzehnte in Betrieb war. Sie transportierte nicht nur die mit riesigen und schweren Quebracho-Stämmen beladenen Langholzwagen sowie die mit Brennholz und Säcken beladenen offenen Güterwagen, sondern diente auch dem Fahrgastverkehr zwischen der Fabrik und der Haltestelle „El 917“ und leistete sogar Leichentransporte zum alten Friedhof, der sich hinter dem zentralen Teil der Ranch San Carlos befand. Sie wurde vom in Colonia Elisa geborenen Künstler Freddy Filete bemalt, der heute in San Miguel, Provinz Buenos Aires, lebt, und mit einem Gedicht von Pastor Cabrera, einem ehemaligen Dampflokführer, beschrieben.